# 圣普列斯特拉普吕涅
圣普列斯特-拉普吕涅（法語：Saint-Priest-la-Prugne，法語發音：[sɛ̃ pʁijɛ(st) la pʁyɲ]）是法国卢瓦尔省的一个市镇，位于该省西部，属于罗阿讷区。

## 地理
圣普列斯特-拉普吕涅（45°57'39"N, 3°44'59"E）面积36.68 平方千米，位于法国奥弗涅-罗讷-阿尔卑斯大区卢瓦尔省，该省份为法国中南部省份，北起顺时针与索恩-卢瓦尔省、罗讷省、伊泽尔省、阿尔代什省、上盧瓦爾省、多姆山省和阿列省接壤。
与圣普列斯特-拉普吕涅接壤的市镇（或旧市镇、城区）包括：拉普吕涅、拉瓦讷、绍斯泰尔、阿尔孔萨、圣瑞斯特昂舍瓦莱、拉蒂利耶尔。
圣普列斯特-拉普吕涅的时区为UTC+01:00、UTC+02:00（夏令时）。

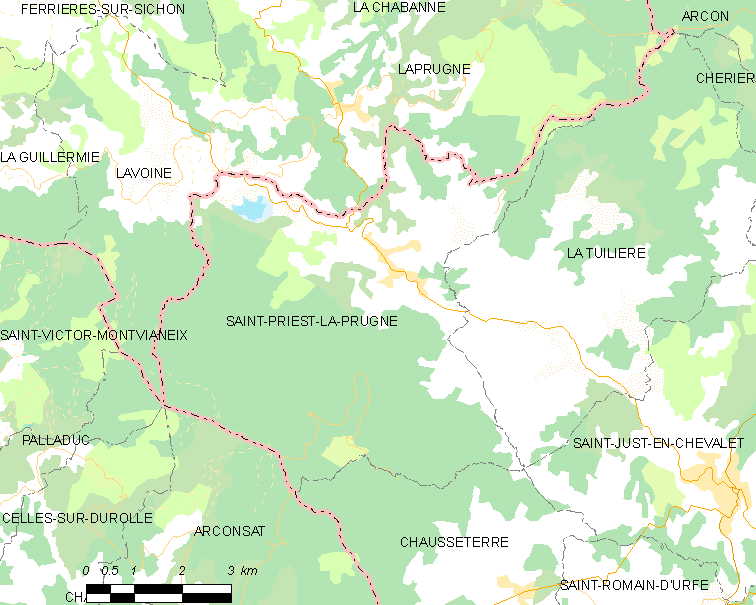
圣普列斯特-拉普吕涅的OSM定位图

## 行政
圣普列斯特-拉普吕涅的邮政编码为42830，INSEE市镇编码为42276。

## 政治
圣普列斯特-拉普吕涅所属的省级选区为勒奈松县。

## 人口

1962-2008年间圣普列斯特-拉普吕涅人口变化图示

圣普列斯特-拉普吕涅于2022年1月1日时的人口数量为412人。